# Labradorhavet
Labradorhavet (engelsk: Labrador Sea, fransk: Mer du Labrador) er et havområde i det nordlige Atlanterhav, mellem den canadiske provins Newfoundland og Labrador og Grønland. En linje fra Kap Farvel på Grønland til Kap St. Francis på østspidsen af Newfoundland danner grænse mod selve Atlanterhavet, mens 60°N er sat som grænse mod Davisstrædet i nord.
Labradorhavet har et areal på omkring 1 million km² og er 4.000 meter dybt på det dybeste sted.
I 2022 blev Danmark (på vegne af Grønland) tildelt 40.000 km2 af omstridt område på 79.000 km2 ved en aftale med Canada. Det skete samtidig med aftalen om Hans ø.
60°41′N 56°37′V / 60.68°N 56.61°V